# Shinkansen

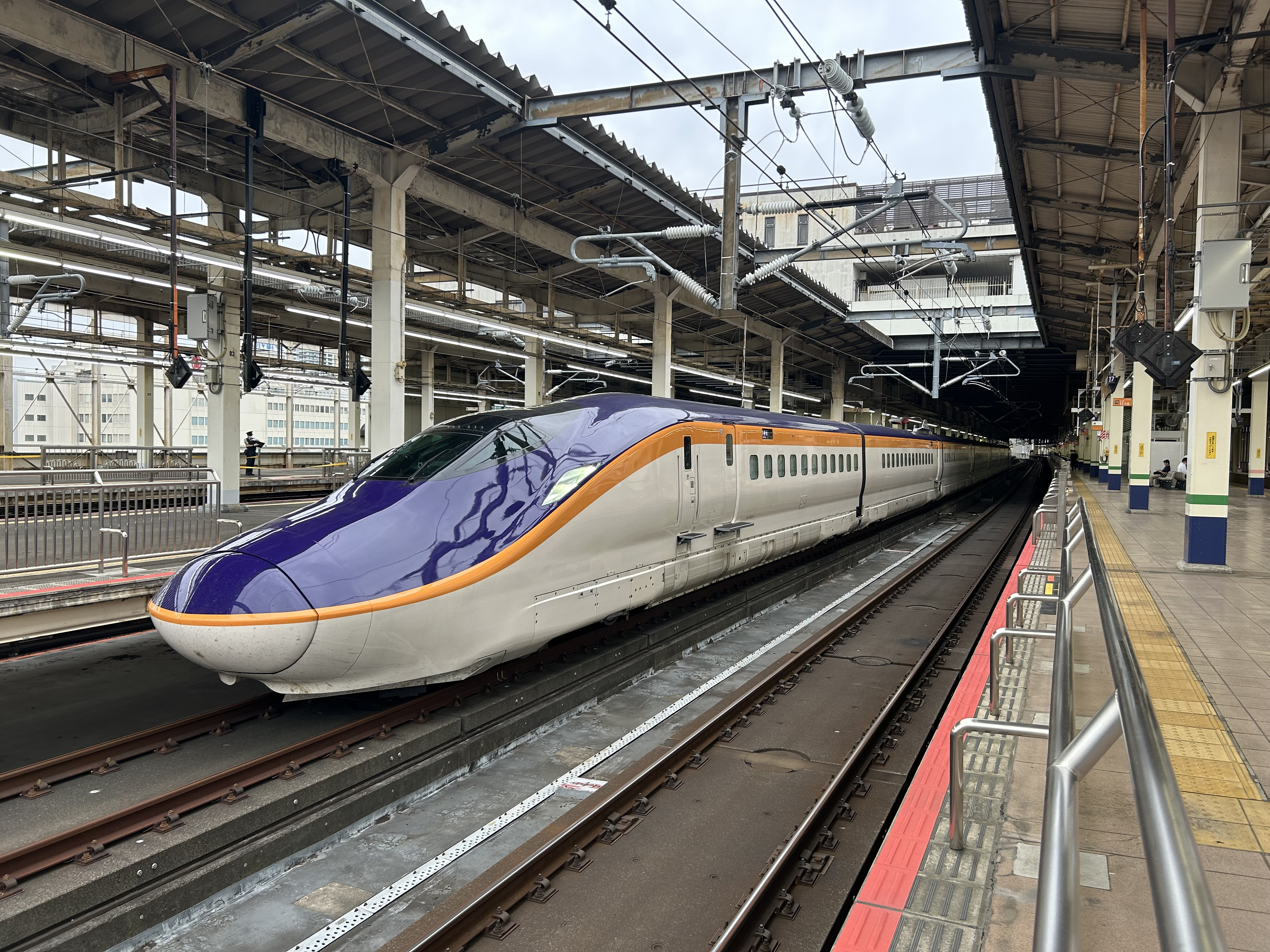
Shinkansen serie E8

De Shinkansen (Japans: 新幹線) is een netwerk van hogesnelheidslijnen in Japan. Deze worden soms ook wel de Kogeltreinen genoemd. Dit netwerk staat buiten Japan vooral bekend om zijn snelheid maar wordt ook bewonderd vanwege zijn veiligheid en stiptheid. De Shinkansen rijden op aparte lijnen waardoor ze geen last hebben van andere treinen en worden geëxploiteerd door de vijf maatschappijen van de Japan Railways-groep (JR), de geprivatiseerde nationale spoorwegmaatschappij van Japan.
Op alle lijnen wordt onderscheid gemaakt tussen verschillende soorten diensten. Op de tokkaido shinkansen (van Tokyo naar Osaka) heet de snelste optie de Nozomi. Deze stopt alleen op de grootste stations, de Hikari stopt op meer stations en de Kodama is de langzaamste dienst die op alle stations stopt. Op de hokuriku shinkansen heet de snelste optie de kagayaki en op de jouetsu shinkansen de toki. Naast de eigen Shinkansenroutes zijn er ook twee lijnen die de Mini-Shinkansen worden genoemd waarbij het spoor gedeeld wordt met andere treinen.

## Naamgeving
Shinkansen (新 幹線) betekent in het Japans nieuwe hoofdlijn. Deze term wordt zowel voor de treinen als de spoorlijnen gebruikt. In het Engels wordt de trein ook wel Bullet train (弾 丸 列車, dangan ressha, kogeltrein) genoemd. Deze term stamt uit 1939, toen het allereerste idee voor de Shinkansen ontstond, maar wordt inmiddels haast niet meer gebruikt. 
De officiële Engelstalige naam is Superexpress (超 特急, chō-tokkyū) die ook in bewegwijzering en aankondigingen wordt gebruikt. Deze naam werd tot 1972 uitsluitend voor de Hikaritreinen op de Tōkaidō Shinkansen gevoerd.

## Geschiedenis

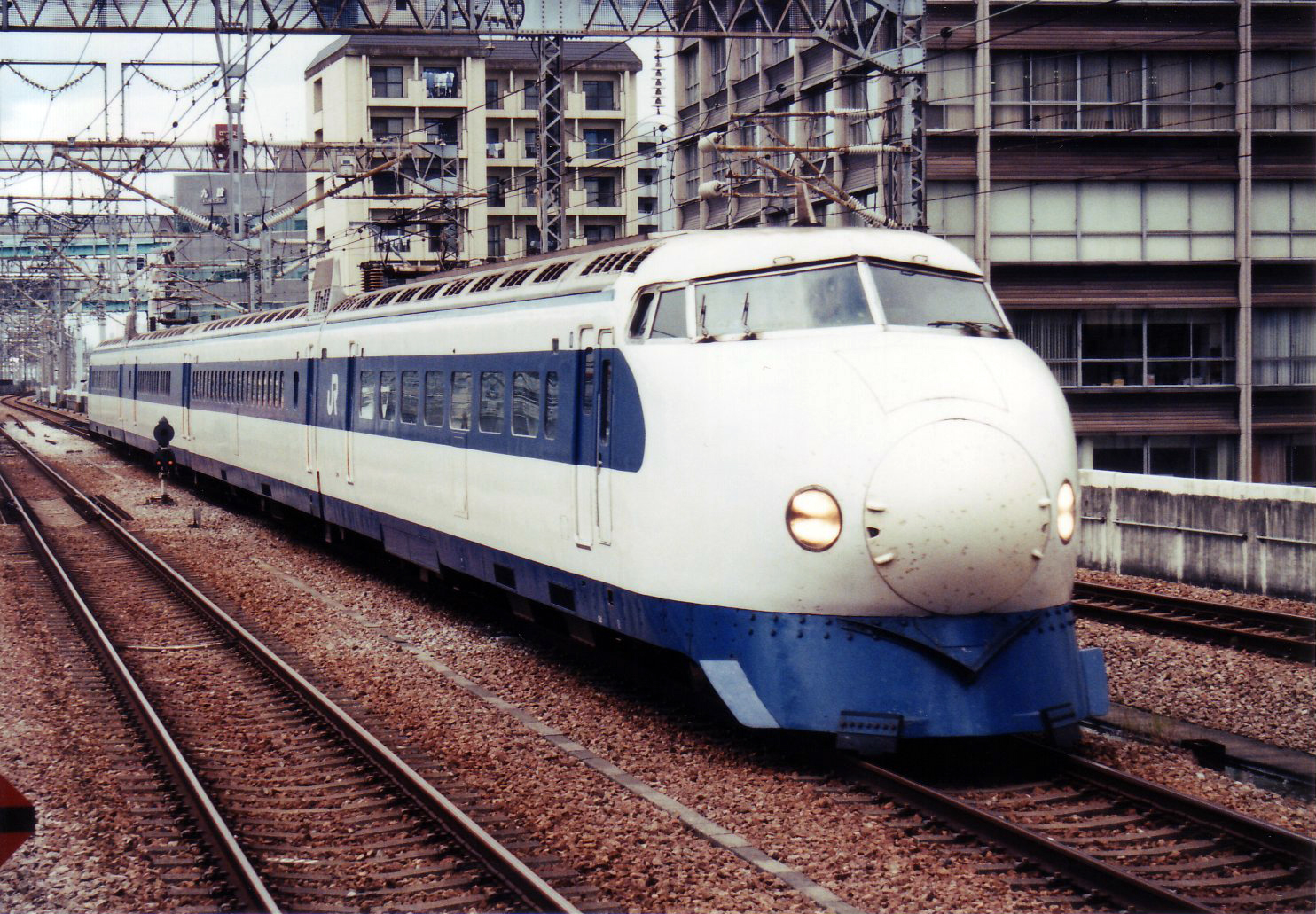
Shinkansen serie 0, het oudste model, met ronde neus.

Japan was het eerste land ter wereld dat zich toelegde op de bouw van hogesnelheidslijnen. Dit gebeurde in de naoorlogse periode waar menig men ervan overtuigd was dat de trein te verouderd was en de concurrentie met het vliegtuig en de auto ging verliezen. Juist in deze tijd startten de Japanse spoorwegen met een ambitieus project.
De reeds bestaande spoorwegen in het land hadden vanwege de vele bergen een spoorwijdte van 1067 millimeter, het zogenaamde kaapspoor. Dit smalspoor is niet geschikt voor hoge snelheden en dit maakte de noodzaak van een nieuw en snel spoorwegnet in Japan groter dan in andere landen. Voor de Shinkansen werd voor het 1.435 mm brede normaalspoor gekozen. Het eerste traject zou van Tokio naar Osaka lopen. Er werd een nieuwe route aangelegd met een lengte van 515,4 kilometer, dat wijde bochten zou krijgen waarvoor de nodige tunnels en bruggen moesten worden aangelegd. Overwegen werden weggelaten (het verkeer ging er onderdoor of overheen) en de rails werden aan elkaar gelast op een manier dat er zo weinig mogelijk vibraties zouden ontstaan. Het project kreeg veel kritiek en zou uiteindelijk twee keer zo duur worden als begroot. De twee leidende figuren achter het project, de hoofdingenieur Hideo Shima en de president van de spoorwegmaatschappij Shinji Sogō, voelden zich genoodzaakt om op te stappen. Echter toen de lijn in 1964 in gebruik werd genomen sloeg de publieke opinie om in enthousiasme.
De eerste lijn, tussen Tokio, Nagoya en Osaka, die de Tōkaidō-express gedoopt werd, werd in gebruik genomen in hetzelfde jaar waarin de Olympische Zomerspelen in Tokio (1964) werden gehouden. In eerste instantie reden de treinen de voor die tijd ongekende snelheid van 200 kilometer per uur. Later werd de dienstsnelheid verhoogd naar 220 kilometer per uur. Na het succes van de eerste lijn werden meer lijnen aangelegd.
Na 2010 wordt er daadwerkelijk op sommige lijnen 300 kilometer per uur gereden. Daarmee is de Shinkansentrein iets minder snel dan de ICE en TGV die beide op de LGV Est in Frankrijk 320 kilometer per uur rijden. Intussen wordt er gewerkt aan een maglevversie van de Shinkansen die mogelijk vanaf 2027 het traject Tokio - Osaka met zo'n 500 km/u zal gaan afleggen.

## Stiptheid en veiligheid

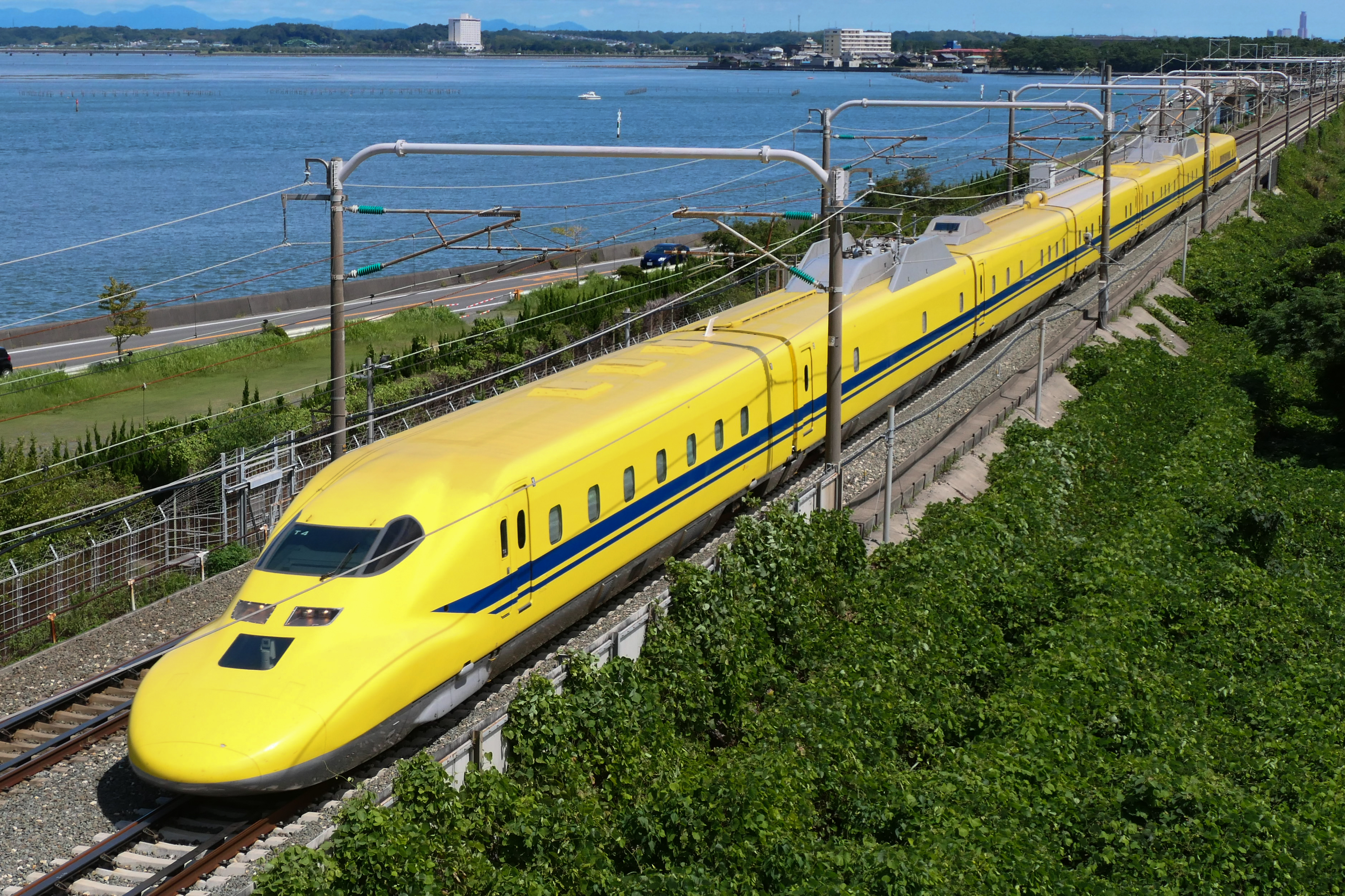
Een Gele Dokter. Gebaseerd op de Shinkansen 923

De Shinkansen staat internationaal bekend om de stiptheid en de frequentie waarmee de dienstregeling wordt uitgevoerd. De gemiddelde vertraging per trein per jaar is minder dan een minuut. In de spits rijden er tussen Tokio en Osaka dertien treinen per uur.
Vanwege de snelheid werden de seinen voor de machinisten moeilijk leesbaar. Daarom werd vanaf het begin gebruik gemaakt van centrale verkeersleiding. Hierdoor krijgt de machinist van afstand door wat de afstand tot de voorganger is en kan deze hierop anticiperen. Later kwam er een systeem waarbij de snelheid automatisch gereguleerd wordt aan de hand van de voorgaande trein, waardoor vertragingen makkelijker ingelopen kunnen worden.
Het spoor wordt gecontroleerd met speciale diagnostische treinen. Deze zien er ongeveer hetzelfde uit, maar zijn korter en uitgevoerd in geel. Ze worden ook wel de Gele dokters genoemd.
Japan staat bekend om zijn aardbevingen. Langs de route zijn sensoren geplaatst die, zodra ze een aardbeving detecteren, de stroom laten uitvallen waarna automatisch de noodrem in de treinen wordt ingeschakeld. Tijdens een aardbeving op 23 oktober 2004 is een Shinkansentrein ontspoord, wat de eerste ontsporing was in de veertigjarige geschiedenis van de Shinkansen. Hierbij vielen geen doden. Ook in 2013 ontspoorde er een trein zonder gewonden als gevolg, waardoor er in de ondertussen ruim vijftigjarige geschiedenis van de Shinkansen nog nooit een dodelijk ongeval is voorgekomen.

## Treinen

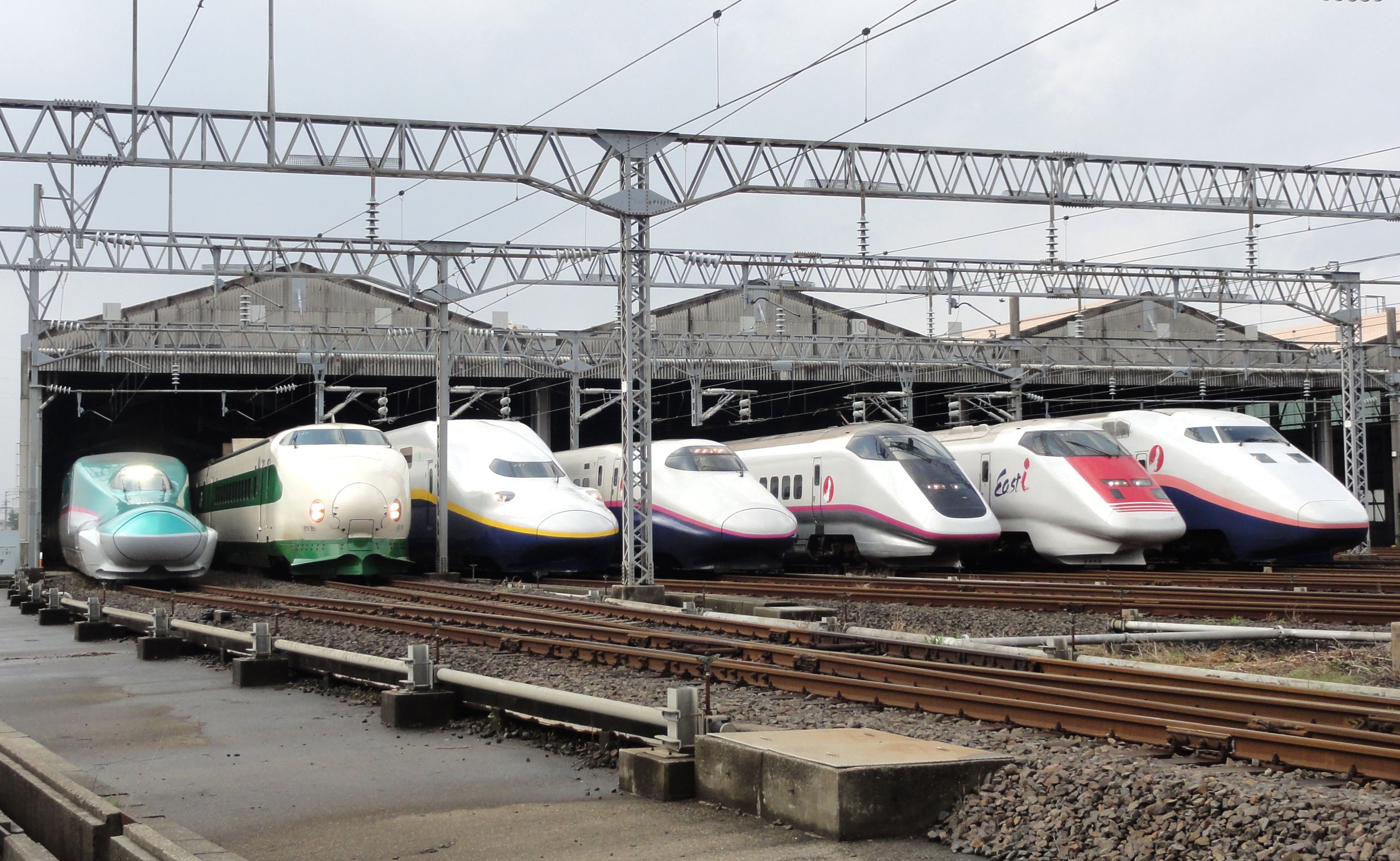
Zeven modellen Shinkansen van JR East. V.l.n.r.: E5, 200, E4 (dubbeldekker), E2, E3, E926 & E1 (dubbeldekker).

De treinen zijn gewoonlijk lang met treinstellen van tot wel 16 wagens. Het oorspronkelijke model, de 0 Series Shinkansen die vanaf 1963 gebouwd werd, zou men nog tot 1986 blijven bouwen, met de nodige aanpassingen naarmate de jaren verstreken. De laatste serie 0 werd in 2008 buiten bedrijf genomen. De treinen hadden al vanaf het begin meerdere motoren verdeeld over de trein, in tegenstelling tot het eerdere gebruik om één motor aan de voorkant te plaatsen. De Shinkansen konden hierdoor doorrijden als een of meerdere motoren uitvielen. De verdeling van de motoren zorgen ook voor het soepeler nemen van hellingen. In de tussentijd zijn er nieuwe modellen bijgekomen waarbij veel aandacht is besteed aan de aerodynamica, wat terug te zien is in de bijzondere ontwerpen. Dit werd niet alleen voor de snelheid gedaan, want bij hoge snelheden waren ook knallen te horen wanneer een trein een tunnel inreed. Met de betere stroomlijn werd de luchtdruk verminderd waarmee ook de geluidsoverlast afnam. Om de treinen lichter te maken werd voor aluminium gekozen en na verloop van tijd stapte men over naar motoren op wisselstroom in plaats van gelijkstroom. In 1991 werd een record gevestigd van 325,7 km per uur.
De Shinkansen worden ook als exportproduct gezien. De Taiwan High Speed Rail zou oorspronkelijk ontwikkeld worden door een Duits-Frans consortium maar na de treinramp bij Eschede in 1998 werd gekozen voor de THSR 700T, een variant van de Shinkansen. De China Railway CRH2 is een in licentie gebouwde versie van de Shinkansen. In een aantal landen, waaronder de Verenigde Staten wordt gesproken over het aanschaffen van treinen en de bijbehorende technologie van de Shinkansen.

## Lijnen in Japan

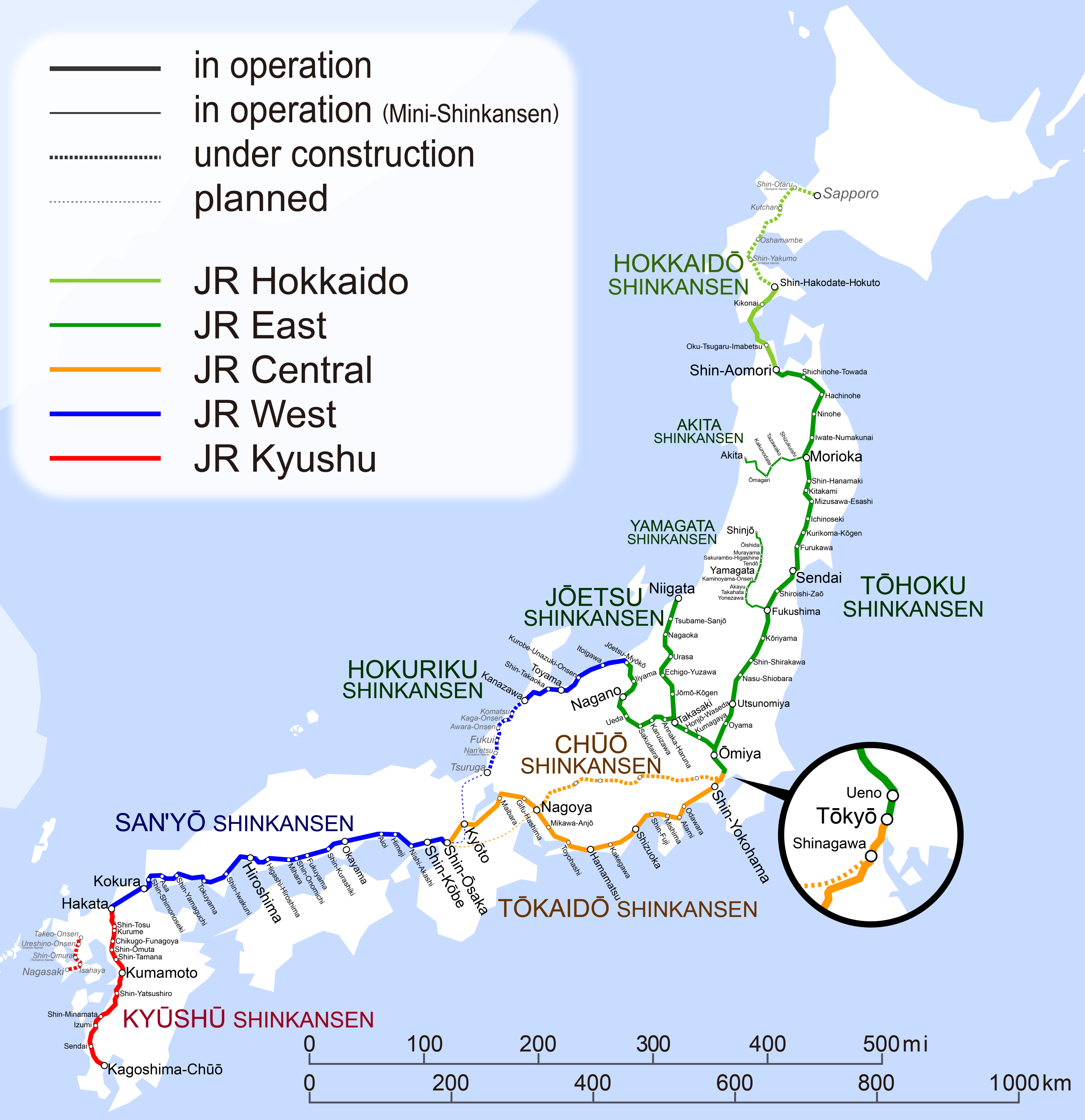
Kaart van de lijnen

De belangrijkste Shinkansen-spoorlijnen zijn
| Lijn                    | Beginpunt   | Eindpunt                             | Lengte   | Uitbater    | Opening   |
| ----------------------- | ----------- | ------------------------------------ | -------- | ----------- | --------- |
| Tōkaidō Shinkansen      | Tokio       | Shin-Ōsaka                           | 515,4 km | JR Central  | 1964      |
| Sanyō Shinkansen        | Shin-Ōsaka  | Hakata                               | 553,7 km | JR West     | 1972-1975 |
| Tōhoku Shinkansen       | Tokio       | Shin-Aomori                          | 674,9 km | JR East     | 1982-2010 |
| Jōetsu Shinkansen       | Ōmiya       | Niigata                              | 269,5 km | JR East     | 1982      |
| Hokuriku Shinkansen     | Takasaki    | Kanazawa (Tsuruga, vanaf 16-03-2024) | 345,4 km | JR East     | 1997-2015 |
| Kyūshū Shinkansen       | Hakata      | Kagoshima-Chūō                       | 256,8 km | JR Kyūshū   | 2004-2011 |
| Hokkaidō Shinkansen     | Shin-Aomori | Shin-Hakodate                        | 148,9 km | JR Hokkaido | 2016      |
| nishi-kyushu shinkansen | Takeo-onsen | Nagasaki                             | 66 km    | JR Kyūshū   | 2022      |

Twee lijnen, die bekendstaan als Mini-Shinkansen (ミニ新幹線) zijn gebouwd door bestaande spoorlijnen op te waarderen:
- Yamagata Shinkansen (Fukushima-Shinjō)
- Akita Shinkansen (Morioka-Akita)

De volgende Shinkansen lijnen zijn in ontwikkeling:
- Hokkaidō Shinkansen (in aanleg, Shin-Aomori-Sapporo)
- nishi-Kyūshū Shinkansen (in aanleg, Takeo-Onsen-Isahaya)
- hokuriku-shinkansen (in aanleg, traject kanazawa-tsuruga opent op 16-03-2024, doel is uitbreiding tot shin-osaka)
- Chūō Shinkansen (magneetzweeftrein, in ontwikkeling)

De meeste Shinkansen-spoorlijnen die voorgesteld werden tijdens de toptijd in de jaren '70 van de twintigste eeuw, zijn voor onbepaalde tijd uitgesteld. Dit betreft onder andere een verbinding met Shikoku over de Honshu-Shikoku-brug, een verbinding vanaf Tokio naar het nieuwe internationale vliegveld. Aan de route die de hele westkust van Honshu zal bestrijken, vooral aan het traject Niigata/Shin-Osaka, wordt gewerkt.

## Galerij

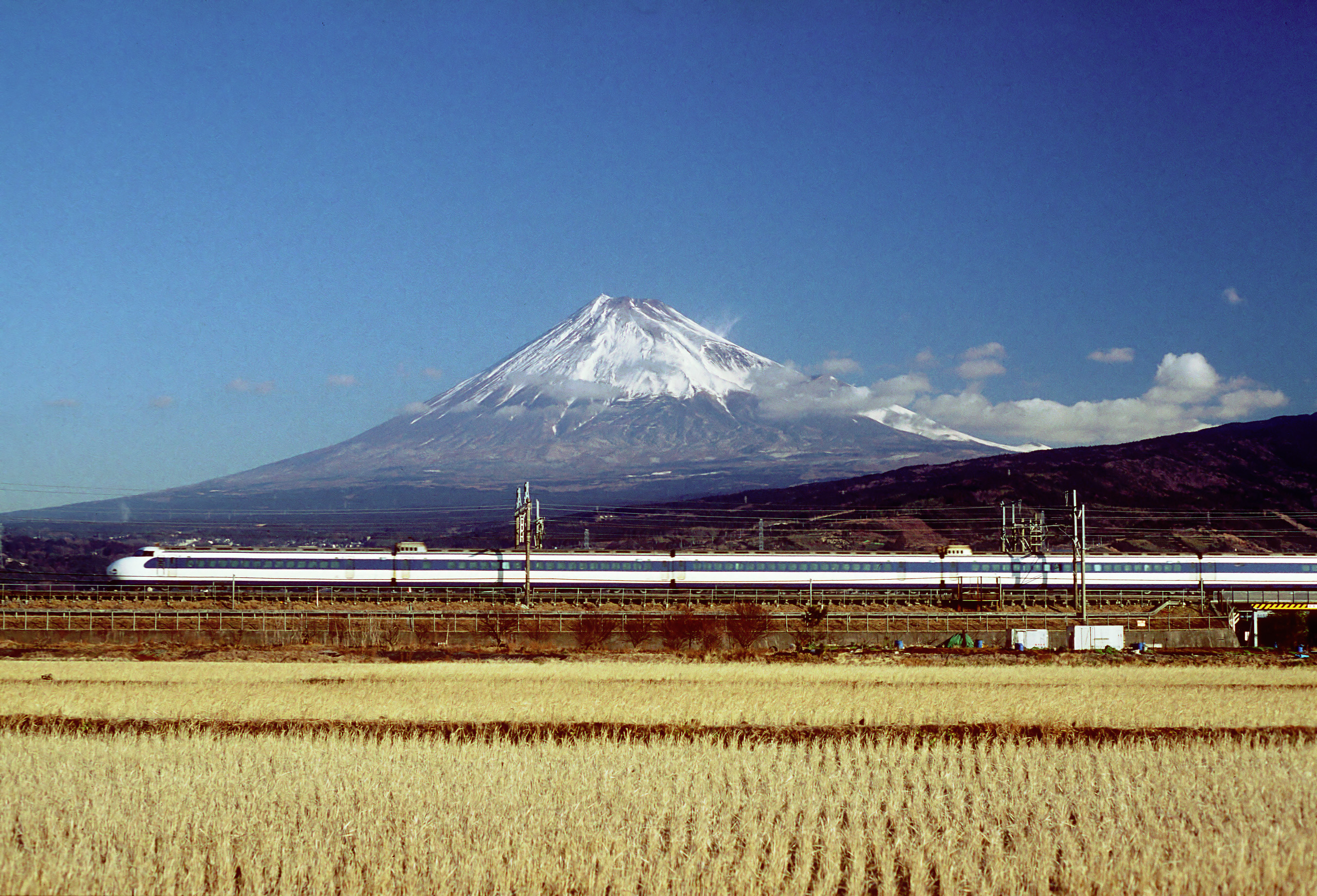
Een Shinkansen Type 0 op de route van de Tokaido Shinkansen, met op de achtergrond de berg Fuji
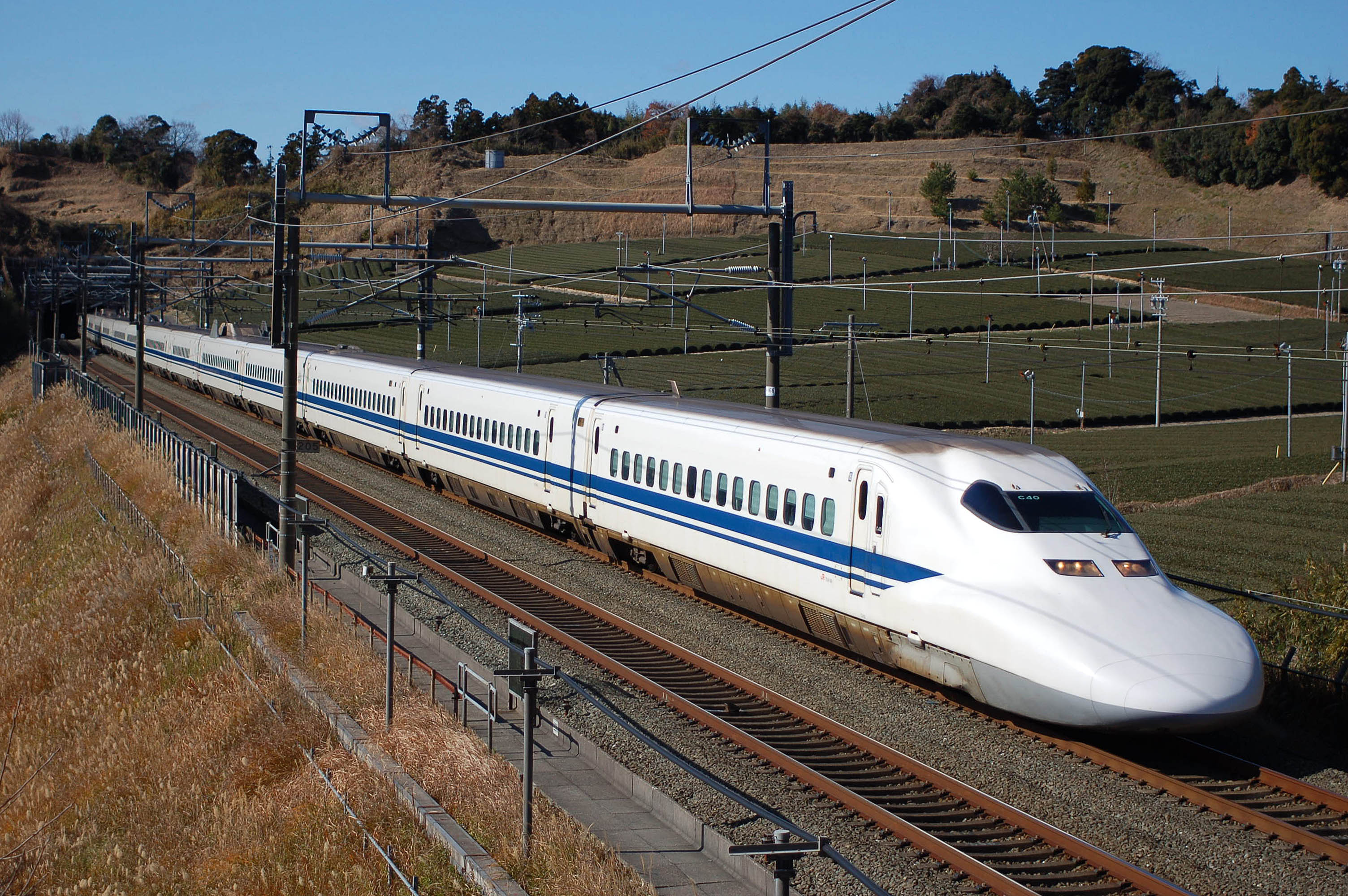
Type 700 op de route van de Tokaido Shinkansen
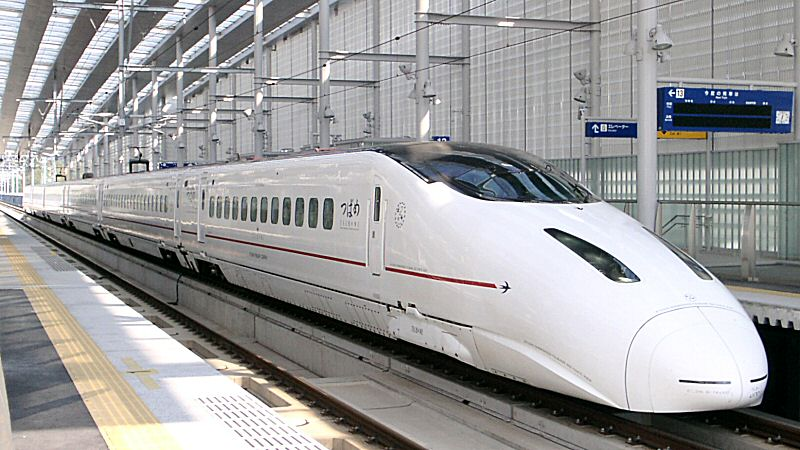
JR Kyūshū Shinkansen
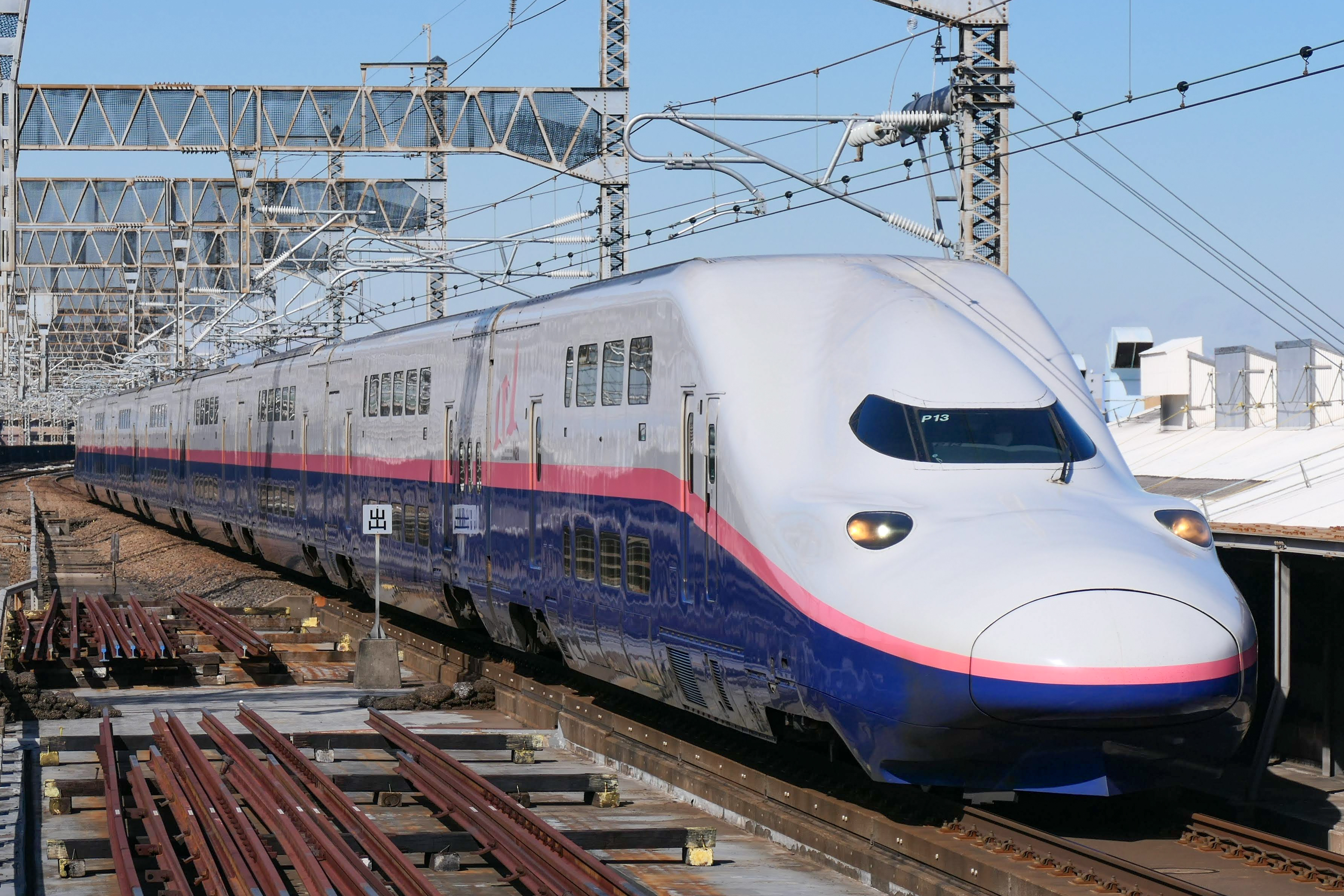
Een dubbeldekker Type E4
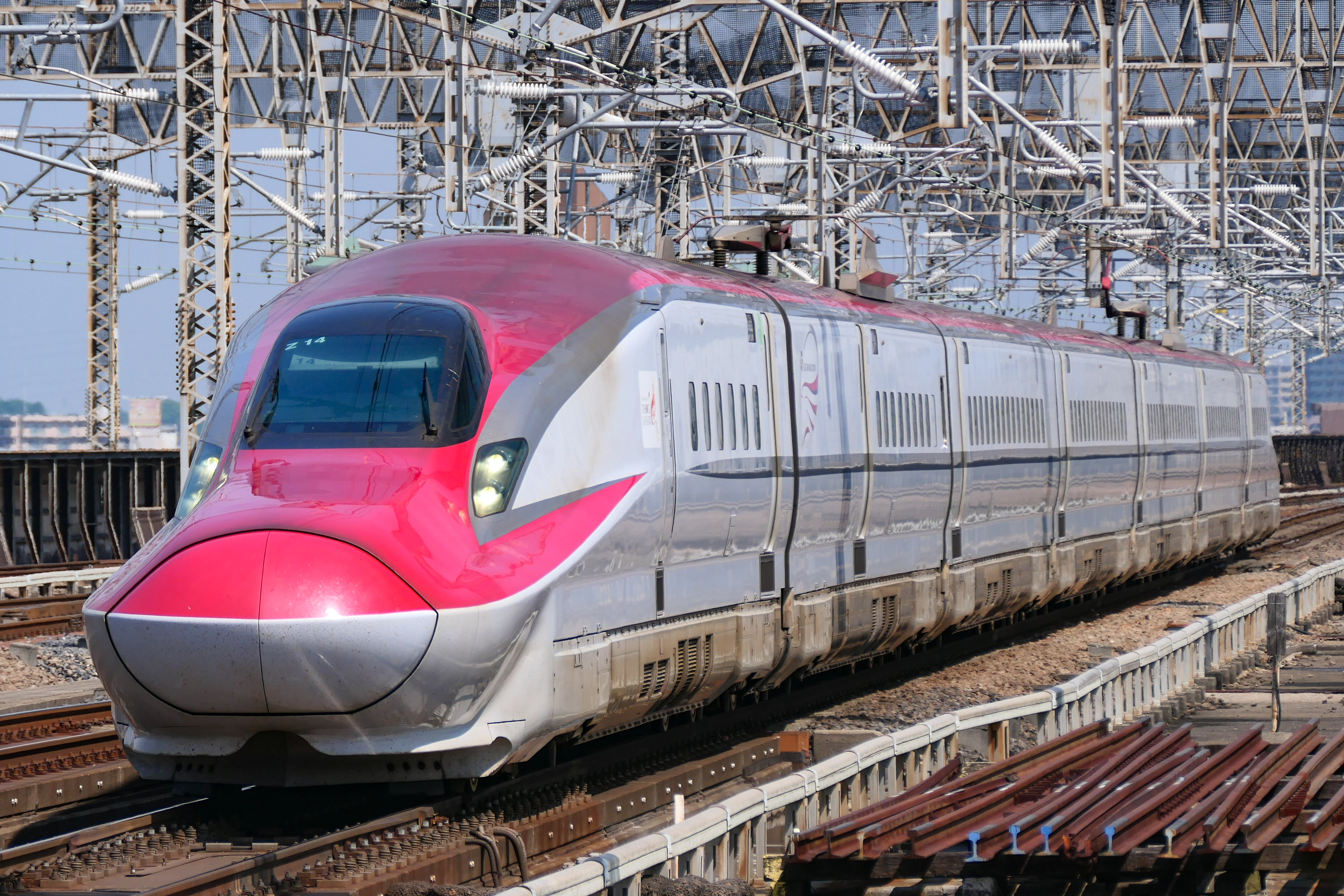
De gestroomlijnde neus van de E6
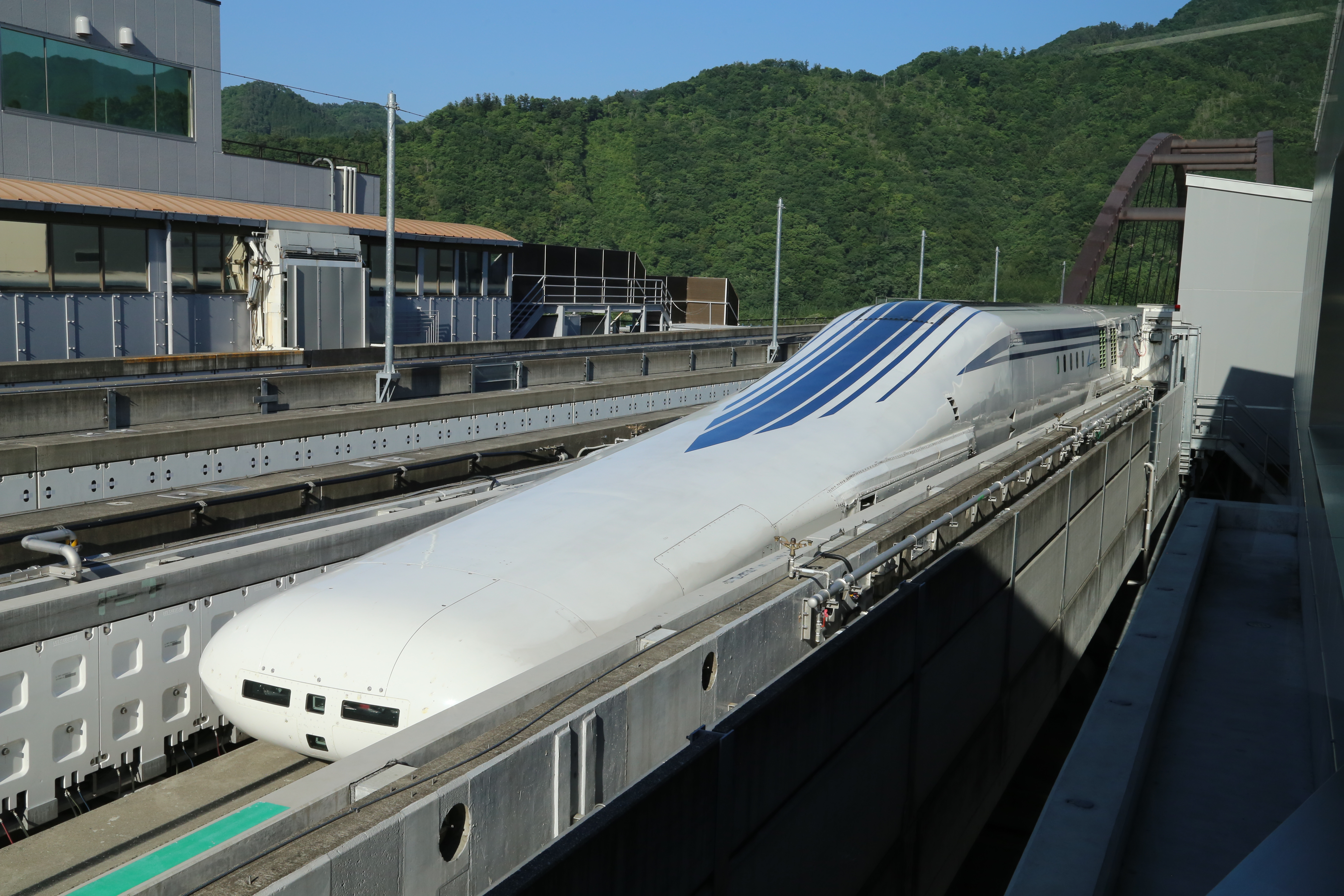
Een maglev-Shinkansen op een testparcours